# Hans Kitzbichler
Hans Kitzbichler (* 30. Dezember 1964 in Fürstenzell) ist ein deutscher Schauspieler.

## Leben
Hans Kitzbichler absolvierte eine Schauspielausbildung an der Neuen Münchner Schauspielschule von Ali Wunsch-König. Neben seinem Schauspielstudium studierte Kitzbichler auch Gesang.
Am Anfang seiner Karriere standen Theaterengagements. Kitzbichler spielte zunächst in der Spielzeit 1994/1995 am Landestheater im Kreis Wesel. 1995 erhielt er den Preis des Kultusministers des Landes Nordrhein-Westfalen für herausragende schauspielerische Leistungen. Von 1997 bis 1998 war Kitzbichler Ensemblemitglied an den Städtischen Bühnen Regensburg.
2001 spielte er in einer Tourneeproduktion der Theaterdirektion Landgraf den Carlos in Clavigo von Johann Wolfgang von Goethe. In der Saison 2002/03 war Kitzbichler am Mainfranken Theater Würzburg engagiert. Von 2003 bis 2007 war Kitzbichler Mitglied am Staatstheater am Gärtnerplatz in München, wo er in diversen Sprechrollen und kleineren Gesangsrollen in Oper, Operette und Musical auftrat. 2009 trat er im Kloster Andechs unter der Regie von Hellmuth Matiasek in einer Inszenierung des Volksstücks Die Bernauerin von Carl Orff auf.
Ab Mitte der 1990er Jahre begann dann seine Karriere im deutschen Fernsehen. Kitzbichler übernahm hierbei hauptsächlich Episodenrollen und auch Gastrollen in Fernsehserien. 1993 hatte er seine erste Fernsehrolle im Komödienstadel, in der Fernsehinszenierung Der siebte Bua von Rainer Wolffhardt.
Kitzbichler wurde im deutschen Fernsehen häufig in Komödien und volkstümlichen Lustspielen mit bayerischen und österreichischen Lokalkolorit eingesetzt, wo er schwerpunktmäßig auf den Rollentypus des jugendlichen, oft auch tölperhaften und komischen Liebhabers im bäuerlichen und ländlichen Milieu festgelegt war. Kitzbichler wirkte für den Bayerischen Rundfunk in zahlreichen Aufzeichnungen der Fernsehreihe Der Komödienstadel mit. Als Skilehrer Sepp persiflierte Kitzbichler in der TV-Comedy T.V. Kaiser an der Seite von Anna Loos sein eigenes späteres Rollen-Klischee des alpenländischen Naturburschen.
In der Fernsehserie Dahoam is Dahoam hatte Kitzbichler 2009 bereits eine Episodenrolle. Von 2010 bis 2011 übernahm er in der Serie dann die durchgehende Serienrolle des Kochs Alfred Knobloch.

## Filmografie (Auswahl)
- 1993: Der Komödienstadel: Der siebte Bua
- 1995: Der König (Folge: Grüne Eier)
- 1996: T.V. Kaiser
- 1997: Frauenarzt Dr. Markus Merthin (Fernsehserie)
- 1998: Der Bulle von Tölz: Berg der Begierden
- 1999: Der grade Weg (Fernsehfilm)
- 1999: Ein Fall für zwei (Folge: Der Zweite Tod)
- 1999: Polizeiruf 110: Kopfgeldjäger
- 1999: Der Komödienstadel: Die Bißgur’n
- 1999: Der Komödienstadel: Lachende Wahrheit
- 1999: Tatort: Licht und Schatten
- 2000: Dr. Stefan Frank – Der Arzt, dem die Frauen vertrauen (Folge: Schmerzensgeld)
- 2002: Tierarzt Dr. Engel (Folge: Das Mysterium)
- 2002: Die Rosenheim-Cops (Folge: Das Geheimnis vom Chiemsee)
- 2003: Der Komödienstadel: Skandal im Doktorhaus
- 2005: Der Komödienstadel: Der Habererbräu
- 2005: Zwei am großen See: Die Eröffnung
- 2006: Unser Charly (Folge: Tiefe Wunden)
- 2006: Sturm der Liebe
- 2006: Lotta in Love
- 2007: Der Komödienstadel: Die Versuchung des Aloysius Federl
- 2009: Die Rosenheim-Cops (Folge: Mord mit Seeblick)
- 2009: Ihr Auftrag, Pater Castell! (Folge: Der Schatz des Kaufmanns)
- 2009, 2010–2011: Dahoam is Dahoam
- 2010: SOKO 5113 (Folge: Querschuss)
- 2010: Forsthaus Falkenau (Fernsehserie, zwei Folgen)
- 2012: Chiemgauer Volkstheater: Altaich
- 2012: Chiemgauer Volkstheater: Grenzfeuer
- 2013: Unter Verdacht: Ohne Vergebung
- 2013: Wir haben gar kein’ Trauschein (Fernsehfilm)
- 2014: München 7 (Folge: Die Hühner)
- 2015: Die Rosenheim-Cops (Folge: Eiskalt abserviert)
- 2015: Die Chefin (Folge: Todesurteil)
- seit 2017: Über Land (Fernsehserie)
- 2018: Die Rosenheim-Cops (Folge: Waldmanns Heil)
- 2020: Tonio & Julia: Der perfekte Mann (Fernsehreihe)
- 2022: Die Rosenheim-Cops (Folge: Räuber Frantz kehrt zurück)